# Liga dos Campeões da UEFA de 2019–20 – Rodadas de Qualificação
As Rodadas de Qualificação da Liga dos Campeões da UEFA de 2019–20 foram disputadas entre os dias 25 de junho até 28 de agosto de 2019. Um total de 53 equipes competiram nesta fase para decidir 6 das 32 vagas na fase de grupos.
Todas as partidas seguem o Horário de Verão da Europa Central (UTC+2).

## Calendário
Todos os sorteios foram realizados na sede da UEFA em Nyon na Suíça.
| Fase         | Rodada                    | Data do sorteio     | Partida de ida                         | Partida de volta                   |
| ------------ | ------------------------- | ------------------- | -------------------------------------- | ---------------------------------- |
| Preliminar   | Rodada premilinar         | 11 de junho de 2019 | 25 de junho de 2019 (rodada semifinal) | 28 de junho de 2019 (rodada final) |
| Qualificação | Primeira pré-eliminatória | 18 de junho de 2019 | 9–10 de julho de 2019                  | 16–17 de julho de 2019             |
| Qualificação | Segunda pré-eliminatória  | 19 de junho de 2019 | 23–24 de julho de 2019                 | 30–31 de julho de 2019             |
| Qualificação | Terceira pré-eliminatória | 22 de julho de 2019 | 6–7 de agosto de 2019                  | 13 de agosto de 2019               |
| Play-off     | Rodada de play-off        | 5 de agosto de 2019 | 20–21 de agosto de 2019                | 27–28 de agosto de 2019            |

## Rodada preliminar
Nesta fase as equipes disputaram a vaga na primeira pré-eliminatória em uma espécie de torneio contendo semifinal e final aonde estas vagas são definidas em uma única partida. Os perdedores desta fase entraram na segunda pré-eliminatória da Liga Europa da UEFA de 2019–20.
O sorteio para esta fase foi realizado em 11 de junho de 2019. A fase semifinal foi disputada em 25 de junho e a fase final em 28 de junho de 2019. Ambas foram disputadas no Estádio Fadil Vokrri em Pristina, Kosovo.
| Equipe 1   | Resultado | Equipe 2         |           |           |           |
| Semifinal  | Semifinal | Semifinal        | Semifinal | Semifinal | Semifinal |
| ---------- | --------- | ---------------- | --------- | --------- | --------- |
| Feronikeli | 1–0       | Lincoln Red Imps |           |           |           |
| Tre Penne  | 0–1       | FC Santa Coloma  |           |           |           |
| Final      |           |                  |           |           |           |
| Feronikeli | 2–1       | FC Santa Coloma  |           |           |           |

### Semifinal
| 25 de junho de 2019 | Tre Penne | 0 – 1     | FC Santa Coloma | Estádio Fadil Vokrri, Pristina      |
| 15:00               |           | Relatório | Camochu 76'     | Público: 35 Árbitro: NIR Ian McNabb |

| 25 de junho de 2019 | Feronikeli | 1 – 0     | Lincoln Red Imps | Estádio Fadil Vokrri, Pristina         |
| 20:45               | Hoti 3'    | Relatório |                  | Público: 3 000 Árbitro: SUI Fedayi San |

### Final
| 28 de junho de 2019 | Feronikeli           | 2 – 1     | FC Santa Coloma | Estádio Fadil Vokrri, Pristina                |
| 20:45               | Zeka 58' · Rexha 87' | Relatório | Sosa 52'        | Público: 1 900 Árbitro: GRE Emmanouil Skoulas |

## Primeira pré-eliminatória
Um total de 32 equipes jogaram na primeira pré-eliminatória: 31 equipes que participaram nesta eliminatória e o vencedor da rodada preliminar. Os perdedores entraram na segunda pré-eliminatória da Liga Europa da UEFA de 2019–20.
O sorteio para esta fase foi realizado em 18 de junho de 2019. As partidas de ida foram disputadas no dias 9 e de 10 de julho e as de volta em 16 e 17 de julho de 2019.
| Equipe 1          | Total       | Equipe 2           | 1.º jogo | 2.º jogo  |
| ----------------- | ----------- | ------------------ | -------- | --------- |
| Nõmme Kalju       | 2–2 (gf)    | Shkëndija          | 0–1      | 2–1       |
| Sūduva            | 1–2         | Estrela Vermelha   | 0–0      | 1–2       |
| Ararat-Armenia    | 3–4         | AIK                | 2–1      | 1–3       |
| Astana            | 2–3         | Cluj               | 1–0      | 1–3       |
| Ferencváros       | 5–3         | Ludogorets Razgrad | 2–1      | 3–2       |
| Partizani         | 0–2         | Qarabağ            | 0–0      | 0–2       |
| Slovan Bratislava | 2–2 (2–3 p) | Sutjeska Nikšić    | 1–1      | 1–1 (pro) |
| Sarajevo          | 2–5         | Celtic             | 1–3      | 1–2       |
| Sheriff Tiraspol  | 3–4         | Saburtalo Tbilisi  | 0–3      | 3–1       |
| F91 Dudelange     | 3–3 (gf)    | Valletta           | 2–2      | 1–1       |
| Linfield          | 0–6         | Rosenborg          | 0–2      | 0–4       |
| Valur             | 0–5         | Maribor            | 0–3      | 0–2       |
| Dundalk           | 0–0 (5–4 p) | Riga FC            | 0–0      | 0–0 (pro) |
| The New Saints    | 3–2         | Feronikeli         | 2–2      | 1–0       |
| HJK               | 5–2         | HB Tórshavn        | 3–0      | 2–2       |
| BATE Borisov      | 3–2         | Piast Gliwice      | 1–1      | 2–1       |

### Partidas de ida
| 9 de julho de 2019 | Astana        | 1 – 0     | Cluj | Astana Arena, Nur-Sultã                      |
| 15:00              | Postnikov 68' | Relatório |      | Público: 18 587 Árbitro: BEL Lawrence Visser |

| 9 de julho de 2019 | Ararat-Armenia          | 2 – 1     | AIK       | Estádio da Academia de Futebol de Erevã, Erevã |
| 16:00              | Avetisyan 3', 45' (pen) | Relatório | Obasi 39' | Público: 1 497 Árbitro: CRO Duje Strukan       |

| 9 de julho de 2019 | HJK                                      | 3 – 0     | HB Tórshavn | Telia 5G -areena, Helsinque                   |
| 18:00              | Lappalainen 21', 66' · O'Shaughnessy 42' | Relatório |             | Público: 4 719 Árbitro: GEO Giorgi Kruashvili |

| 9 de julho de 2019 | Nõmme Kalju | 0 – 1     | Shkëndija         | Estádio Kadriorg, Tallinn                    |
| 18:00              |             | Relatório | Ibraimi 81' (pen) | Público: 1 640 Árbitro: SCO Donald Robertson |

| 9 de julho de 2019 | Sarajevo   | 1 – 3     | Celtic                                    | Estádio Asim Ferhatović Hase, Sarajevo    |
| 19:45              | Oremuš 29' | Relatório | Johnston 35' · Édouard 51' · Sinclair 85' | Público: 24 723 Árbitro: SWE Glenn Nyberg |

| 9 de julho de 2019 | The New Saints                 | 2 – 2     | Feronikeli                    | Park Hall, Oswestry                               |
| 20:00              | Draper 49' (pen) · Edwards 77' | Relatório | Zeka 89' · Fazliu 90+3' (pen) | Público: 1 140 Árbitro: MLT Farrugia Cann Trustin |

| 9 de julho de 2019 | F91 Dudelange              | 2 – 2     | Valletta                 | Stade Josy Barthel, Luxemburgo            |
| 20:00              | Bettaieb 26' · Stolz 45+2' | Relatório | Packer 64' · J. Borg 70' | Público: 1 152 Árbitro: NIR Arnold Hunter |

| 9 de julho de 2019 | Sūduva | 0 – 0     | Estrela Vermelha | Estádio Sūduva, Marijampolė                  |
| 20:00              |        | Relatório |                  | Público: 3 200 Árbitro: DEN Jørgen Burchardt |

| 10 de julho de 2019 | Partizani | 0 – 0     | Qarabağ | Estádio Selman Stërmasi, Tirana                |
| 17:30               |           | Relatório |         | Público: 2 120 Árbitro: ISL Thorvaldur Árnason |

| 10 de julho de 2019 | BATE Borisov | 1 – 1     | Piast Gliwice | Borisov Arena, Borisov                     |
| 19:00               | Drahun 64'   | Relatório | Parzyszek 36' | Público: 11 529 Árbitro: TUR Mete Kalkavan |

| 10 de julho de 2019 | Sheriff Tiraspol | 0 – 3     | Saburtalo Tbilisi                           | Estádio Sheriff, Tiraspol                       |
| 19:00               |                  | Relatório | Rolović 30' · Kokhreidze 67' · Kakubava 71' | Público: 5 706 Árbitro: WAL Iwan Arwel Griffith |

| 10 de julho de 2019 | Ferencváros           | 2 – 1     | Ludogorets Razgrad | Groupama Arena, Budapeste                      |
| 20:00               | Nguen 6' · Zubkov 65' | Relatório | Świerczok 31'      | Público: 18 115 Árbitro: ISR Eitan Shmuelevitz |

| 10 de julho de 2019 | Slovan Bratislava | 1 – 1     | Sutjeska Nikšić | Tehelné pole, Bratislava                    |
| 20:15               | Šporar 82'        | Relatório | Kojašević 90+5' | Público: 11 250 Árbitro: RUS Vitali Meshkov |

| 10 de julho de 2019 | Dundalk | 0 – 0     | Riga FC | Oriel Park, Dundalk                        |
| 20:45               |         | Relatório |         | Público: 3 100 Árbitro: SVK Peter Kralović |

| 10 de julho de 2019 | Linfield | 0 – 2     | Rosenborg                  | Windsor Park, Belfast                       |
| 20:45               |          | Relatório | Jensen 22' · Søderlund 69' | Público: 2 710 Árbitro: BUL Ivaylo Stoyanov |

| 10 de julho de 2019 | Valur | 0 – 3     | Maribor                                        | Hlíðarendi, Reykjavík                         |
| 22:00               |       | Relatório | Peričić 43' · Hotić 60' · Kronaveter 86' (pen) | Público: 1 201 Árbitro: POL Krzysztof Jakubik |

### Partidas de volta
| 16 de julho de 2019 | Shkëndija         | 1 – 2     | Nõmme Kalju           | Arena Toše Proeski, Escópia             |
| 17:00               | Ibraimi 62' (pen) | Relatório | Uggè 6' · Liliu 90+1' | Público: 2 546 Árbitro: SUI Alain Bieri |

2–2 no placar agregado. Nõmme Kalju venceu pela regra do gol fora de casa.
| 16 de julho de 2019 | Saburtalo Tbilisi | 1 – 3     | Sheriff Tiraspol                  | Estádio Mikheil Meskhi, Tbilisi        |
| 19:30               | Rolović 59'       | Relatório | Latifi 3' · Palčič 8' · Tambe 11' | Público: 7 560 Árbitro: CZE Pavel Orel |

Saburtalo Tbilisi venceu por 4–3 no placar agregado.
| 16 de julho de 2019 | HB Tórshavn               | 2 – 2     | HJK            | Gundadalur, Tórshavn                       |
| 20:00               | Pingel 17' · Andersen 56' | Relatório | Riski 60', 77' | Público: 620 Árbitro: GRE Georgios Kominis |

HJK venceu por 5–2 no placar agregado.
| 16 de julho de 2019 | Valletta       | 1 – 1     | F91 Dudelange | Estádio Centenário, Ta' Qali              |
| 20:00               | Fontanella 35' | Relatório | Pokar 59'     | Público: 1 512 Árbitro: EST Juri Frischer |

3–3 no placar agregado. Valletta venceu pela regra do gol fora de casa.
| 16 de julho de 2019 | Feronikeli | 0 – 1     | The New Saints | Estádio Fadil Vokrri, Pristina          |
| 20:45               |            | Relatório | Ebbe 67'       | Público: 7 800 Árbitro: NOR Espen Eskås |

The New Saints venceu por 3–2 no placar agregado.
| 16 de julho de 2019 | Estrela Vermelha             | 2 – 1     | Sūduva         | Estádio Estrela Vermelha, Belgrado       |
| 20:45               | Ben Nabouhane 4' · Marin 29' | Relatório | Topčagić 90+6' | Público: 23 751 Árbitro: HUN Ádám Farkas |

Estrela Vermelha venceu por 2–1 no placar agregado.
| 17 de julho de 2019 | Riga FC | 0 – 0 (pro) | Dundalk | Estádio Skonto, Riga                            |
| 18:30               |         | Relatório   |         | Público: 6 050 Árbitro: MKD Dimitar Meckarovski |

|                                                     |       | Penalidades                                       |  |
| Debelko Šarić Gabovs Brisola Panić Rakels Pētersons | 4 – 5 | Hoban Murray Jarvis Massey G. Kelly McGrath Hoare |  |

0–0 no placar agregado. Dundalk venceu na disputa por pênaltis.
| 17 de julho de 2019 | Rosenborg                                       | 4 – 0     | Linfield | Lerkendal Stadion, Trondheim             |
| 19:00               | Konradsen 20', 51' · Akintola 69' · Helland 85' | Relatório |          | Público: 11 904 Árbitro: ALB Enea Jorgji |

Rosenborg venceu por 6–0 no placar agregado.
| 17 de julho de 2019 | Qarabağ                     | 2 – 0     | Partizani | Dalga Arena, Baku                           |
| 19:00               | Ozobić 51' · Quintana 90+4' | Relatório |           | Público: 5 932 Árbitro: MDA Dumitri Muntean |

Qarabağ venceu por 2–0 no placar agregado.
| 17 de julho de 2019 | AIK                                 | 3 – 1     | Ararat-Armenia | Friends Arena, Solna                         |
| 19:00               | Goitom 47', 52' · Larsson 62' (pen) | Relatório | Kobyalko 77'   | Público: 11 382 Árbitro: IRL Robert Hennessy |

AIK venceu por 4–3 no placar agregado.
| 17 de julho de 2019 | Ludogorets Razgrad               | 2 – 3     | Ferencváros                            | Ludogorets Arena, Razgrad                  |
| 19:30               | Terziev 24' · Heister 69' (g.c.) | Relatório | Kharatin 17' · Škvarka 21' · Nguen 48' | Público: 7 365 Árbitro: LTU Donatas Rumšas |

Ferencváros venceu por 5–3 no placar agregado.
| 17 de julho de 2019 | Piast Gliwice  | 1 – 2     | BATE Borisov                  | Stadion Piast, Gliwice                    |
| 20:00               | Czerwiński 21' | Relatório | Moukam 82' (pen) · Volkov 87' | Público: 9 312 Árbitro: FIN Antti Munukka |

BATE Borisov venceu por 3–2 no placar agregado.
| 17 de julho de 2019 | Cluj                 | 3 – 1     | Astana        | Stadionul Dr. Constantin Rădulescu, Cluj-Napoca |
| 20:00               | Omrani 10', 26', 73' | Relatório | Murtazayev 4' | Público: 8 092 Árbitro: AUT Alexander Harkam    |

Cluj venceu por 3–2 no placar agregado.
| 17 de julho de 2019 | Maribor                      | 2 – 0     | Valur | Stadion Ljudski vrt, Maribor              |
| 20:15               | Kronaveter 11' · Tavares 32' | Relatório |       | Público: 6 716 Árbitro: POR João Pinheiro |

Maribor venceu por 5–0 no placar agregado.
| 17 de julho de 2019 | Sutjeska Nikšić | 1 – 1 (pro) | Slovan Bratislava | Stadion Kraj Bistrice, Nikšić              |
| 20:15               | Šofranac 90+3'  | Relatório   | Nedić 49' (g.c.)  | Público: 4 764 Árbitro: ROU Horatiu Fesnic |

|                                                   |       | Penalidades                               |  |
| Nikolić Kojašević Vlaisavljević Bubanja Bulatović | 3 – 2 | Dražić Bozhikov Rafael Ratão Abena Šporar |  |

2–2 no placar agregado. Sutjeska Nikšić venceu na disputa por pênaltis.
| 17 de julho de 2019 | Celtic                      | 2 – 1     | Sarajevo  | Celtic Park, Glasgow                       |
| 20:45               | Christie 26' · McGregor 75' | Relatório | Tatar 62' | Público: 58 662 Árbitro: LUX Alain Durieux |

Celtic venceu por 5–2 no placar agregado.

## Segunda pré-eliminatória
A segunda pré-eliminatória é dividida em duas seções distintas: Caminho dos Campeões e Caminho da Liga. As equipes perdedoras em ambas as seções entraram na terceira pré-eliminatória da Liga Europa da UEFA de 2019–20.
O sorteio para esta fase foi realizado em 19 de junho de 2019. As partidas de ida foram disputadas nos dias 23 e 24 de julho e as partidas de volta em 30 e 31 de julho de 2019.
| Equipe 1          | Total    | Equipe 2         | 1.º jogo | 2.º jogo  |
| ----------------- | -------- | ---------------- | -------- | --------- |
| Cluj              | 3–2      | Maccabi Tel Aviv | 1–0      | 2–2       |
| BATE Borisov      | 2–3      | Rosenborg        | 2–1      | 0–2       |
| The New Saints    | 0–3      | København        | 0–2      | 0–1       |
| Ferencváros       | 4–2      | Valletta         | 3–1      | 1–1       |
| Dundalk           | 1–4      | Qarabağ          | 1–1      | 0–3       |
| Saburtalo Tbilisi | 0–5      | Dínamo Zagreb    | 0–2      | 0–3       |
| Celtic            | 7–0      | Nõmme Kalju      | 5–0      | 2–0       |
| Estrela Vermelha  | 3–2      | HJK              | 2–0      | 1–2       |
| Sutjeska Nikšić   | 0–4      | APOEL            | 0–1      | 0–3       |
| Maribor           | 4–4 (gf) | AIK              | 2–1      | 2–3 (pro) |

| Equipe 1       | Total    | Equipe 2   | 1.º jogo | 2.º jogo |
| -------------- | -------- | ---------- | -------- | -------- |
| Viktoria Plzeň | 0–4      | Olympiacos | 0–0      | 0–4      |
| PSV Eindhoven  | 4–4 (gf) | Basel      | 3–2      | 1–2      |

### Partidas de ida
| 23 de julho de 2019 | Viktoria Plzeň | 0 – 0     | Olympiacos | Doosan Arena, Plzeň                      |
| 19:00               |                | Relatório |            | Público: 10 632 Árbitro: ITA Marco Guida |

| 23 de julho de 2019 | Saburtalo Tbilisi | 0 – 2     | Dínamo Zagreb                  | Estádio Mikheil Meskhi, Tbilisi             |
| 19:30               |                   | Relatório | Oršić 67' · Petković 78' (pen) | Público: 15 165 Árbitro: CZE Petr Ardeleanu |

| 23 de julho de 2019 | PSV Eindhoven                         | 3 – 2     | Basel                      | Philips Stadion, Eindhoven                    |
| 20:00               | Bruma 14' · Lammers 89' · Malen 90+3' | Relatório | Ajeti 45+1' · Alderete 79' | Público: 31 000 Árbitro: LVA Andris Treimanis |

| 23 de julho de 2019 | The New Saints | 0 – 2     | København                     | Park Hall, Oswestry                          |
| 20:00               |                | Relatório | Sotiriou 18' · Skov 61' (pen) | Público: 1 230 Árbitro: AUT Alexander Harkam |

| 23 de julho de 2019 | Sutjeska Nikšić | 0 – 1     | APOEL                 | Stadion Kraj Bistrice, Nikšić          |
| 20:15               |                 | Relatório | De Vincenti 42' (pen) | Público: 5 500 Árbitro: HUN István Vad |

| 24 de julho de 2019 | BATE Borisov                     | 2 – 1     | Rosenborg     | Borisov Arena, Borisov                      |
| 19:00               | Stasevich 5' (pen) · Skavysh 51' | Relatório | Konradsen 25' | Público: 12 696 Árbitro: SUI Sandro Schärer |

| 24 de julho de 2019 | Ferencváros                                   | 3 – 1     | Valletta | Groupama Arena, Budapeste                  |
| 20:00               | Bonello 19' (g.c.) · Lanzafame 36' (pen), 59' | Relatório | Yuri 85' | Público: 18 603 Árbitro: ROU Radu Petrescu |

| 24 de julho de 2019 | Cluj       | 1 – 0     | Maccabi Tel Aviv | Stadionul Dr. Constantin Rădulescu, Cluj-Napoca |
| 20:00               | Omrani 22' | Relatório |                  | Público: 11 150 Árbitro: ESP José María Sánchez |

| 24 de julho de 2019 | Maribor                     | 2 – 1     | AIK        | Stadion Ljudski vrt, Maribor                 |
| 20:15               | Kronaveter 6' · Ivković 38' | Relatório | Goitom 28' | Público: 7 816 Árbitro: GER Sascha Stegemann |

| 24 de julho de 2019 | Estrela Vermelha        | 2 – 0     | HJK | Estádio Estrela Vermelha, Belgrado     |
| 20:45               | Boakye 27' · Pavkov 90' | Relatório |     | Público: 36 289 Árbitro: POL Paweł Gil |

| 24 de julho de 2019 | Celtic                                                              | 5 – 0     | Nõmme Kalju | Celtic Park, Glasgow                      |
| 20:45               | Ajer 36' · Christie 44' (pen), 65' · Griffiths 45+3' · McGregor 77' | Relatório |             | Público: 41 872 Árbitro: DEN Jakob Kehlet |

| 24 de julho de 2019 | Dundalk   | 1 – 1     | Qarabağ   | Oriel Park, Dundalk                            |
| 20:45               | Hoban 78' | Relatório | Emreli 4' | Público: 3 100 Árbitro: POL Bartosz Frankowski |

### Partidas de volta
| 30 de julho de 2019 | APOEL                  | 3 – 0     | Sutjeska Nikšić | Estádio GSP, Nicósia                         |
| 19:00               | Pavlović 13', 25', 66' | Relatório |                 | Público: 8 297 Árbitro: ISR Roi Reinshreiber |

APOEL venceu por 4–0 no placar agregado.
| 30 de julho de 2019 | Nõmme Kalju | 0 – 2     | Celtic                            | A. Le Coq Arena, Tallinn                  |
| 19:00               |             | Relatório | Kulinitš 10' (g.c.) · Shved 90+3' | Público: 4 014 Árbitro: FRA Benoît Millot |

Celtic venceu por 7–0 no placar agregado.
| 30 de julho de 2019 | Maccabi Tel Aviv         | 2 – 2     | Cluj                         | Estádio Netanya, Netanya                 |
| 19:00               | Blackman 15' · Cohen 48' | Relatório | Culio 19' (pen) · Rondón 42' | Público: 11 947 Árbitro: GER Marco Fritz |

Cluj venceu por 3–2 no placar agregado.
| 30 de julho de 2019 | Basel                           | 2 – 1     | PSV Eindhoven | St. Jakob-Park, Basileia                     |
| 20:00               | Cömert 8' · van Wolfswinkel 68' | Relatório | Bruma 23'     | Público: 29 216 Árbitro: POR Fábio Veríssimo |

4–4 no placar agregado. Basel venceu pela regra do gol fora de casa.
| 30 de julho de 2019 | Dínamo Zagreb                         | 3 – 0     | Saburtalo Tbilisi | Estádio Maksimir, Zagreb    |
| 20:00               | Oršić 77' · Petković 88' · Olmo 90+4' | Relatório |                   | Árbitro: ITA Daniele Doveri |

Dinamo Zagreb venceu por 5–0 no placar agregado.
| 30 de julho de 2019 | Valletta             | 1 – 1     | Ferencváros | Estádio Centenário, Ta' Qali                |
| 20:00               | Fontanella 27' (pen) | Relatório | Nguen 60'   | Público: 1 108 Árbitro: BEL Jonathan Lardot |

Ferencváros venceu por 4–2 no placar agregado.
| 30 de julho de 2019 | Olympiacos                                     | 4 – 0     | Viktoria Plzeň | Estádio Karaiskákis, Pireu                 |
| 20:30               | Guilherme 51', 73' · Guerrero 70' · Semedo 82' | Relatório |                | Público: 30 123 Árbitro: ESP Juan Martínez |

Olympiakos venceu por 4–0 no placar agregado.
| 31 de julho de 2019 | HJK                         | 2 – 1     | Estrela Vermelha | Telia 5G -areena, Helsinque             |
| 18:00               | Dahlström 46' · Riski 90+2' | Relatório | Jovančić 56'     | Público: 9 107 Árbitro: SUI Alain Bieri |

Estrela Vermelha venceu por 3–2 no placar agregado.
| 31 de julho de 2019 | AIK                                         | 3 – 2 (pro) | Maribor                 | Friends Arena, Solna                          |
| 19:00               | Karlsson 4' · Larsson 61' · Elyounoussi 93' | Relatório   | Kotnik 48' · Crețu 117' | Público: 19 179 Árbitro: SUI Adrien Jaccottet |

4–4 no placar agregado. Maribor venceu pela regra do gol fora de casa.
| 31 de julho de 2019 | Qarabağ                      | 3 – 0     | Dundalk | Dalga Arena, Baku                             |
| 19:00               | Romero 12', 87' · Ailton 76' | Relatório |         | Público: 5 832 Árbitro: NOR Svein Oddvar Moen |

Qarabağ venceu por 4–1 no placar agregado.
| 31 de julho de 2019 | Rosenborg                         | 2 – 0     | BATE Borisov | Lerkendal Stadion, Trondheim                |
| 19:00               | Helland 73' (pen) · Søderlund 85' | Relatório |              | Público: 14 875 Árbitro: ITA Marco Di Bello |

Rosenborg venceu por 3–2 no placar agregado.
| 31 de julho de 2019 | København | 1 – 0     | The New Saints | Estádio Parken, Copenhague              |
| 19:45               | Zeca 52'  | Relatório |                | Público: 12 523 Árbitro: FRA Karim Abed |

Copenhague venceu por 3–0 no placar agregado.

## Terceira pré-eliminatória
A terceira pré-eliminatória é dividida em duas seções distintas: Caminho dos Campeões e Caminho da Liga. As equipes perdedoras no Caminho dos Campeões entraram na rodada de play-off da Liga Europa da UEFA de 2019–20, enquanto que as equipes perdedoras no Caminho da Liga entraram na fase de grupos da Liga Europa da UEFA de 2019–20.
O sorteio para esta fase foi realizado em 22 de julho de 2019. As partidas de ida foram disputadas nos dias 6 e 7 de agosto e as partidas de volta em 13 de agosto de 2019. 
| Equipe 1         | Total       | Equipe 2    | 1.º jogo | 2.º jogo  |
| ---------------- | ----------- | ----------- | -------- | --------- |
| Cluj             | 5–4         | Celtic      | 1–1      | 4–3       |
| APOEL            | 3–2         | Qarabağ     | 1–2      | 2–0       |
| PAOK             | 4–5         | Ajax        | 2–2      | 2–3       |
| Dínamo Zagreb    | 5–1         | Ferencváros | 1–1      | 4–0       |
| Estrela Vermelha | 2–2 (7–6 p) | København   | 1–1      | 1–1 (pro) |
| Maribor          | 2–6         | Rosenborg   | 1–3      | 1–3       |

| Equipe 1            | Total    | Equipe 2       | 1.º jogo | 2.º jogo |
| ------------------- | -------- | -------------- | -------- | -------- |
| İstanbul Başakşehir | 0–3      | Olympiacos     | 0–1      | 0–2      |
| Krasnodar           | 3–3 (gf) | Porto          | 0–1      | 3–2      |
| Brugge              | 4–3      | Dínamo de Kiev | 1–0      | 3–3      |
| Basel               | 2–5      | LASK           | 1–2      | 1–3      |

### Partidas de ida
| 6 de agosto de 2019 | PAOK                      | 2 – 2     | Ajax                       | Estádio Toumba, Salonica                   |
| 19:00               | Akpom 32' · Léo Matos 39' | Relatório | Ziyech 10' · Huntelaar 57' | Público: 23 418 Árbitro: SVN Slavko Vinčić |

| 6 de agosto de 2019 | APOEL        | 1 – 2     | Qarabağ                | Estádio GSP, Nicósia                     |
| 19:00               | Merkis 90+5' | Relatório | Emreli 54' · Gueye 69' | Público: 9 481 Árbitro: ITA Davide Massa |

| 6 de agosto de 2019 | Dínamo Zagreb | 1 – 1     | Ferencváros | Estádio Maksimir, Zagreb                      |
| 20:00               | Olmo 7'       | Relatório | Sigér 59'   | Público: 14 283 Árbitro: POL Paweł Raczkowski |

| 6 de agosto de 2019 | Brugge            | 1 – 0     | Dínamo de Kiev | Estádio Jan Breydel, Bruges                           |
| 20:30               | Vanaken 37' (pen) | Relatório |                | Público: 27 018 Árbitro: ESP Xavier Estrada Fernández |

| 6 de agosto de 2019 | Estrela Vermelha | 1 – 1     | København      | Estádio Estrela Vermelha, Belgrado         |
| 20:45               | Pavkov 44'       | Relatório | Wind 84' (pen) | Público: 40 812 Árbitro: POR Tiago Martins |

| 7 de agosto de 2019 | Krasnodar | 0 – 1     | Porto               | Estádio Krasnodar, Krasnodar                |
| 19:00               |           | Relatório | Sérgio Oliveira 89' | Público: 34 874 Árbitro: GER Tobias Stieler |

| 7 de agosto de 2019 | İstanbul Başakşehir | 0 – 1     | Olympiacos   | Estádio Başakşehir Fatih Terim, Istambul  |
| 19:45               |                     | Relatório | Masouras 53' | Público: 4 301 Árbitro: ISR Orel Grinfeld |

| 7 de agosto de 2019 | Basel     | 1 – 2     | LASK                     | St. Jakob-Park, Basileia                    |
| 20:00               | Zuffi 87' | Relatório | Trauner 51' · Klauss 82' | Público: 20 470 Árbitro: SWE Andreas Ekberg |

| 7 de agosto de 2019 | Cluj       | 1 – 1     | Celtic      | Stadionul Dr. Constantin Rădulescu, Cluj-Napoca |
| 20:00               | Rondón 28' | Relatório | Forrest 37' | Público: 13 055 Árbitro: SRB Srđan Jovanović    |

| 7 de agosto de 2019 | Maribor     | 1 – 3     | Rosenborg                       | Stadion Ljudski vrt, Maribor                   |
| 20:15               | Tavares 70' | Relatório | Søderlund 50', 64' · Jensen 71' | Público: 10 316 Árbitro: FRA François Letexier |

### Partidas de volta
| 13 de agosto de 2019 | Qarabağ | 0 – 2     | APOEL                             | Estádio Tofiq Bahramov, Baku                |
| 18:30                |         | Relatório | De Vincenti 34' (pen) · Matić 68' | Público: 31 531 Árbitro: GER Daniel Siebert |

APOEL venceu por 3–2 no placar agregado.
| 13 de agosto de 2018 | Rosenborg                          | 3 – 1     | Maribor            | Lerkendal Stadion, Trondheim                  |
| 19:00                | Søderlund 53' · Konradsen 61', 81' | Relatório | Požeg Vancaš 45+2' | Público: 18 564 Árbitro: NED Serdar Gözübüyük |

Rosenborg venceu por 6–2 no placar agregado.
| 13 de agosto de 2019 | Dínamo de Kiev                                      | 3 – 3     | Brugge                               | Estádio Olímpico, Kiev                  |
| 19:30                | Buyalskyi 6' · Shepelyev 50' · Mechele 90+3' (g.c.) | Relatório | Deli 38' · Vormer 88' · Openda 90+5' | Público: 42 152 Árbitro: CRO Ivan Bebek |

Brugge venceu por 4–3 no placar agregado.
| 13 de agosto de 2019 | København  | 1 – 1 (pro) | Estrela Vermelha | Estádio Parken, Copenhague                     |
| 20:00                | N'Doye 45' | Relatório   | Boakye 17'       | Público: 29 872 Árbitro: LTU Gediminas Mažeika |

|                                                                                              |       | Penalidades                                                                       |  |
| Wind Fischer Sotiriou Bengtsson Zeca N'Doye Bartolec Nelsson Papagiannopoulos Grytebust Wind | 6 – 7 | Marin Ivanić Jevtović Jander Pankov Jovančić Simić Degenek Gobeljić Borjan Pankov |  |

2–2 no placar agregado. Estrela Vermelha venceu na disputa por pênaltis.
| 13 de agosto de 2019 | Ferencváros | 0 – 4     | Dínamo Zagreb                                   | Groupama Arena, Budapeste                 |
| 20:00                |             | Relatório | Ademi 16' · Petković 47' · Olmo 55' · Gojak 79' | Público: 20 321 Árbitro: FRA Ruddy Buquet |

Dinamo Zagreb venceu por 5–1 no placar agregado.
| 13 de agosto de 2019 | LASK                                     | 3 – 1     | Basel     | Linzer Stadion, Linz                        |
| 20:30                | Ranftl 59' · Goiginger 89' · Raguž 90+4' | Relatório | Ademi 80' | Público: 12 966 Árbitro: AZE Aliyar Aghayev |

LASK venceu por 5–2 no placar agregado.
| 13 de agosto de 2019 | Olympiacos                      | 2 – 0     | İstanbul Başakşehir | Estádio Karaiskákis, Pireu                |
| 20:30                | Semedo 55' · Valbuena 78' (pen) | Relatório |                     | Público: 28 521 Árbitro: SCO Bobby Madden |

Olympiakos venceu por 3–0 no placar agregado.
| 13 de agosto de 2019 | Ajax                                        | 3 – 2     | PAOK                | Johan Cruijff Arena, Amsterdã             |
| 20:30                | Tadić 43' (pen), 85' (pen) · Tagliafico 79' | Relatório | Biseswar 23', 90+4' | Público: 53 942 Árbitro: ENG Craig Pawson |

Ajax venceu por 5–4 no placar agregado.
| 13 de agosto de 2019 | Celtic                                   | 3 – 4     | Cluj                                              | Celtic Park, Glasgow                          |
| 20:45                | Forrest 51' · Édouard 61' · Christie 76' | Relatório | Deac 27' · Omrani 74' (pen), 80' · Țucudean 90+7' | Público: 50 964 Árbitro: LVA Andris Treimanis |

Cluj venceu por 5–4 no placar agregado.
| 13 de agosto de 2019 | Porto                  | 2 – 3     | Krasnodar                        | Estádio do Dragão, Porto                 |
| 21:00                | Zé Luís 57' · Díaz 76' | Relatório | Vilhena 3' · Suleymanov 13', 34' | Público: 48 520 Árbitro: ITA Marco Guida |

3–3 no placar agregado. Krasnodar venceu pela regra do gol fora de casa.

## Rodada de play-off
A rodada de play-off é dividida em duas seções distintas: Caminho dos Campeões e Caminho da Liga. As equipes perdedoras entraram na fase de grupos da Liga Europa da UEFA de 2019–20.
O sorteio para esta fase foi realizado em 5 de agosto de 2019. As partidas de ida foram disputadas nos dias 20 e 21 de agosto e as partidas de volta em 27 e 28 de agosto de 2019.
| Equipe 1      | Total    | Equipe 2         | 1.º jogo | 2.º jogo |
| ------------- | -------- | ---------------- | -------- | -------- |
| Dínamo Zagreb | 3–1      | Rosenborg        | 2–0      | 1–1      |
| Cluj          | 0–2      | Slavia Praha     | 0–1      | 0–1      |
| Young Boys    | 3–3 (gf) | Estrela Vermelha | 2–2      | 1–1      |
| APOEL         | 0–2      | Ajax             | 0–0      | 0–2      |

| Equipe 1   | Total | Equipe 2  | 1.º jogo | 2.º jogo |
| ---------- | ----- | --------- | -------- | -------- |
| LASK       | 1–3   | Brugge    | 0–1      | 1–2      |
| Olympiacos | 6–1   | Krasnodar | 4–0      | 2–1      |

### Partidas de ida
| 20 de agosto de 2019 | LASK | 0 – 1     | Brugge            | Linzer Stadion, Linz                          |
| 21:00                |      | Relatório | Vanaken 10' (pen) | Público: 12 637 Árbitro: POL Szymon Marciniak |

| 20 de agosto de 2019 | APOEL | 0 – 0     | Ajax | Estádio GSP, Nicósia                             |
| 21:00                |       | Relatório |      | Público: 14 549 Árbitro: ESP Antonio Mateu Lahoz |

| 20 de agosto de 2019 | Cluj | 0 – 1     | Slavia Praha | Stadionul Dr. Constantin Rădulescu, Cluj-Napoca |
| 21:00                |      | Relatório | Masopust 28' | Público: 15 196 Árbitro: TUR Cüneyt Çakır       |

| 21 de agosto de 2019 | Olympiacos                                       | 4 – 0     | Krasnodar | Estádio Karaiskákis, Pireu                           |
| 21:00                | Guerrero 30' · Ranđelović 78', 85' · Podence 89' | Relatório |           | Público: 29 132 Árbitro: ESP Carlos del Cerro Grande |

| 21 de agosto de 2019 | Young Boys                   | 2 – 2     | Estrela Vermelha         | Stade de Suisse, Berna                      |
| 21:00                | Assalé 7' · Hoarau 76' (pen) | Relatório | Degenek 18' · García 46' | Público: 26 375 Árbitro: NED Danny Makkelie |

| 21 de agosto de 2019 | Dínamo Zagreb                 | 2 – 0     | Rosenborg | Estádio Maksimir, Zagreb                    |
| 21:00                | Petković 8' (pen) · Oršić 28' | Relatório |           | Público: 23 859 Árbitro: ITA Daniele Orsato |

### Partidas de volta
| 27 de agosto de 2019 | Krasnodar | 1 – 2     | Olympiacos        | Estádio Krasnodar, Krasnodar               |
| 21:00                | Utkin 10' | Relatório | El-Arabi 11', 48' | Público: 34 627 Árbitro: SVN Damir Skomina |

Olympiakos venceu por 6–1 no placar agregado.
| 27 de agosto de 2019 | Estrela Vermelha | 1 – 1     | Young Boys               | Estádio Estrela Vermelha, Belgrado          |
| 21:00                | Vukanović 59'    | Relatório | Ben Nabouhane 82' (g.c.) | Público: 47 487 Árbitro: ENG Anthony Taylor |

3–3 no placar agregado. Estrela Vermelha venceu pela regra do gol fora de casa.
| 27 de agosto de 2019 | Rosenborg    | 1 – 1     | Dínamo Zagreb | Lerkendal Stadion, Trondheim                |
| 21:00                | Akintola 11' | Relatório | Gojak 71'     | Público: 18 173 Árbitro: ROU Ovidiu Hațegan |

Dinamo Zagreb venceu por 3–1 no placar agregado.
| 28 de agosto de 2019 | Brugge                        | 2 – 1     | LASK             | Estádio Jan Breydel, Bruges              |
| 21:00                | Vanaken 70' · Bonaventure 89' | Relatório | Klauss 74' (pen) | Público: 25 319 Árbitro: GER Felix Brych |

Brugge venceu por 3–1 no placar agregado.
| 28 de agosto de 2019 | Ajax                    | 2 – 0     | APOEL | Johan Cruijff Arena, Amsterdã             |
| 21:00                | Álvarez 43' · Tadić 80' | Relatório |       | Público: 51 645 Árbitro: GER Felix Zwayer |

Ajax venceu por 2–0 no placar agregado.
| 28 de agosto de 2019 | Slavia Praha | 1 – 0     | Cluj | Eden Arena, Praga                            |
| 21:00                | Bořil 66'    | Relatório |      | Público: 18 562 Árbitro: ITA Gianluca Rocchi |

Slavia Praga venceu por 2–0 no placar agregado.